# Amel Larrieux
Amel Larrieux (Manhattan, 1973. március 8. –) amerikai énekesnő, dalszerző, billentyűs. Larrieux az 1990-es évek közepén vált híressé a Groove Theory duó alapító tagjaként.

## Pályafutása
Larrieux Greenwich Village-ben nőtt fel. Édesanyja, Brenda Dixon Gottschild professzor tánckritikus volt. A Philadelphia High School for the Creative and Performing Arts-ba járt. Osztálytársai között volt Christian McBride, a Boyz II Men tagjai, Joey DeFrancesco, Questlove és Kurt Rosenwinkel.
1991-ben találkozott Bryce Wilsonnal, akivel megalapították a Groove Theory pop/R&B duót. 1995-ben nagy sikert arattak a „Tell Me” című dallal debütáló albumukról, a „Groove Theory”-ról. 
Larrieux aztán szólókarrierbe kezdett. Debütáló kislemeze, a „Get Up” 1999-ben jelent meg. Szólóalbuma, az „Infinite Possibilities” 2000-ben jelent meg az Epic Recordsnál. Nem sokkal ezután férjével, Laru Larrieux-val megalapította saját kiadóját, a Blisslife Records-ot. 2006-ban jelentek meg a „Bravebird” és a "Morning" című albumai. 2007-ben egy Dzsessz-sztenderdeket tartalmazó album, a „Lovely Standards” következett.
1996-ban énekelt Sade Adu zenekarával a tagjai által kiadott „Sweetback” albumon. 2002-ben Glenn Lewis énekessel felvette a „What's Come Over Me?” című albumot, és mindketten énekeltek Stanley Clarke Grammy-díjra jelölt 1,2 to the Bass („Where Is the Love”) albumán.
2010-ben a Groove Theory újra együtt játszott Bryan Wilsonnal Japánban. 2013-ban a Blue Note Jazz Festivalon énekelt.

## Stúdióalbumok
- 2000: Infinite Possibilities
- 2004: Bravebird
- 2006: Morning
- 2007: Lovely Standards

## Zene-videók
- You Will Rise (1996)
- Get Up  (1999)
- Sweet Misery (2000)
- Glitches (2001)
- For Real )2004)
- Weary (2006)

## Filmek
- Amel Larrieux az IMDb-n

## Díjak
- 2002: Grammy-díjra jelölt Stanley Clarke-kal duó